# Pont d'en Pere Curt
El pont d'en Pere Curt o pont de Peu de Costa és un pont entre els municipis d'Aiguafreda (Osona) i Tagamanent (Vallès Oriental) que forma part de l'Inventari del Patrimoni Arquitectònic de Catalunya.

## Descripció
És una infraestructura d'un sol arc, amb maons, pedra i pla. Les baranes havien estat de fusta però actualment són metàl·liques. Passa per sobre de la riera de Picamena, afluent per l'esquerra del Congost que junt amb el Mogent formen el riu Besòs.